# Districtul Kurbin

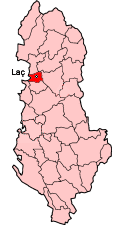
Districtul Kurbin în Albania

Kurbin este un district în Albania.
1. 1 2  GeoNames